# Tanah Periuk I
Tanah Periuk I is een bestuurslaag in het regentschap Musi Rawas van de provincie Zuid-Sumatra, Indonesië. Tanah Periuk I telt 1903 inwoners (volkstelling 2010).